# Villa Melzi
A Villa Melzi é uma mansão histórica localizada nas margens do lago de Como em Bellagio na Itália.

## História
A villa foi encomendada por Francesco Melzi d'Eril e projetada em 1808 pelo arquiteto tessinense Giocondo Albertolli. As obras de construção foram concluídas em 1810, embora os interiores só tenham sido finalizados entre 1813 e 1815.